# Seconde bataille de Zrínyiújvár
Guerre austro-turque (1663-1664)
Batailles
- Köbölkút
- 1re Zrínyiújvár
- Érsekújvár (en)
- Vízvár (hu)
- 2e Zrínyiújvár
- Campagne d'hiver (hu)
- Kanizsa (hu)
- Siège de Zrínyiújvár (hu)
- Nyitra (hu)
- Zsarnócai (hu)
- Váradi (hu)
- Leva
- Szentbenedeki (hu)
- Körmendi (hu)
- Saint-Gothard

La seconde bataille de Zrínyiújvár (croate : Novi Zrin) est une bataille de guerre austro-turque ayant eu lieu le 27 novembre 1663 à proximité de Zrínyiújvár (en) en Croatie. Elle oppose les forces du royaume de Hongrie et du royaume de Croatie commandées par les bans Miklós Zrínyi et Péter Zrínyi à celles de l'Empire ottoman et du khanat de Crimée. Elle se conclut par la victoire des troupes hongro-croates.

## Sources
- (en) Cet article est partiellement ou en totalité issu de l’article de Wikipédia en anglais intitulé « Second Battle of Zrínyiújvár » (voir la liste des auteurs).

- Ferenc Tóth (préf. Jean Bérenger), Saint-Gotthard 1664 : une bataille européenne, Panazol, Lavauzelle, coll. « Histoire, mémoire et patrimoine », 2007, 167 p. (ISBN 978-2-702-51064-3)
- Sándor Szilágyi, A Magyar Nemzet Története IV. fejezet